# Aritranis nitida
Aritranis nitida är en stekelart som först beskrevs av Ceballos 1921.  Aritranis nitida ingår i släktet Aritranis och familjen brokparasitsteklar. Inga underarter finns listade.